# I miserabili (film 1925)
I miserabili (Les Misérables) è un film muto del 1925 diretto da Henri Fescourt. La sceneggiatura di Arthur Bernède e Henri Fescourt si basa sull'omonimo romanzo di Victor Hugo.

## Produzione
Il film fu prodotto dalla Société des Cinéromans. Venne girato dal 24 marzo 1925 al 24 dicembre 1925.

## Distribuzione
Il film, distribuito dalla Pathé Consortium Cinéma, uscì nelle sale cinematografiche francesi diviso in quattro parti: il primo episodio, Jean Valjean, fu presentato in prima al Cinema l'Empire il 25 novembre 1925. Il secondo episodio, Fantine, uscì il 31 dicembre, il terzo, Marius, l'8 gennaio e il quarto e ultimo, L'Epopée de la rue St. Denis, il 15 gennaio 1926.
I miserabili ebbe una distribuzione internazionale. Negli Stati Uniti, fu presentato in una versione in due parti di 15 rulli, rimontato da Paul Gulick) e distribuito dall'Universal Pictures. La prima parte, dal titolo The Soul of Humanity e la seconda,  The Barricades,  vennero date in prima alla Carnegie Hall di New York l'8 luglio. Uscì poi nelle sale statunitensi il 22 agosto 1927: la prima parte in 11 rulli, la seconda in 8.
In Italia, venne distribuito nel 1926 dalla stessa Cineromans suddiviso in tre parti: la prima dal titolo Fantine di 3097 metri, la seconda dal titolo Cosette di 3280 metri, e la terza dal titolo Valjean di 2568 metri, per un totale di 8945 metri su 9002. Venne ridistribuito nel 1931 in una versione di 3726 metri.
In Germania, il film uscì nel 1927 attraverso la Deulig Europa-Produktion, con il titolo Mensch unter Menschen. Il 17 ottobre 1926, uscì in Finlandia; il 13 giugno 1927, in Portogallo con il titolo Os Miseráveis.
Esistono delle copie del film, un negativo in nitrato 35 mm e dei positivi 35 mm. La pellicola è stata restaurata e digitalizzata dagli Archivi di stato francesi di Bois d'Arcy in collaborazione con la Cinématheque de Toulouse.